# Wildplakatierung

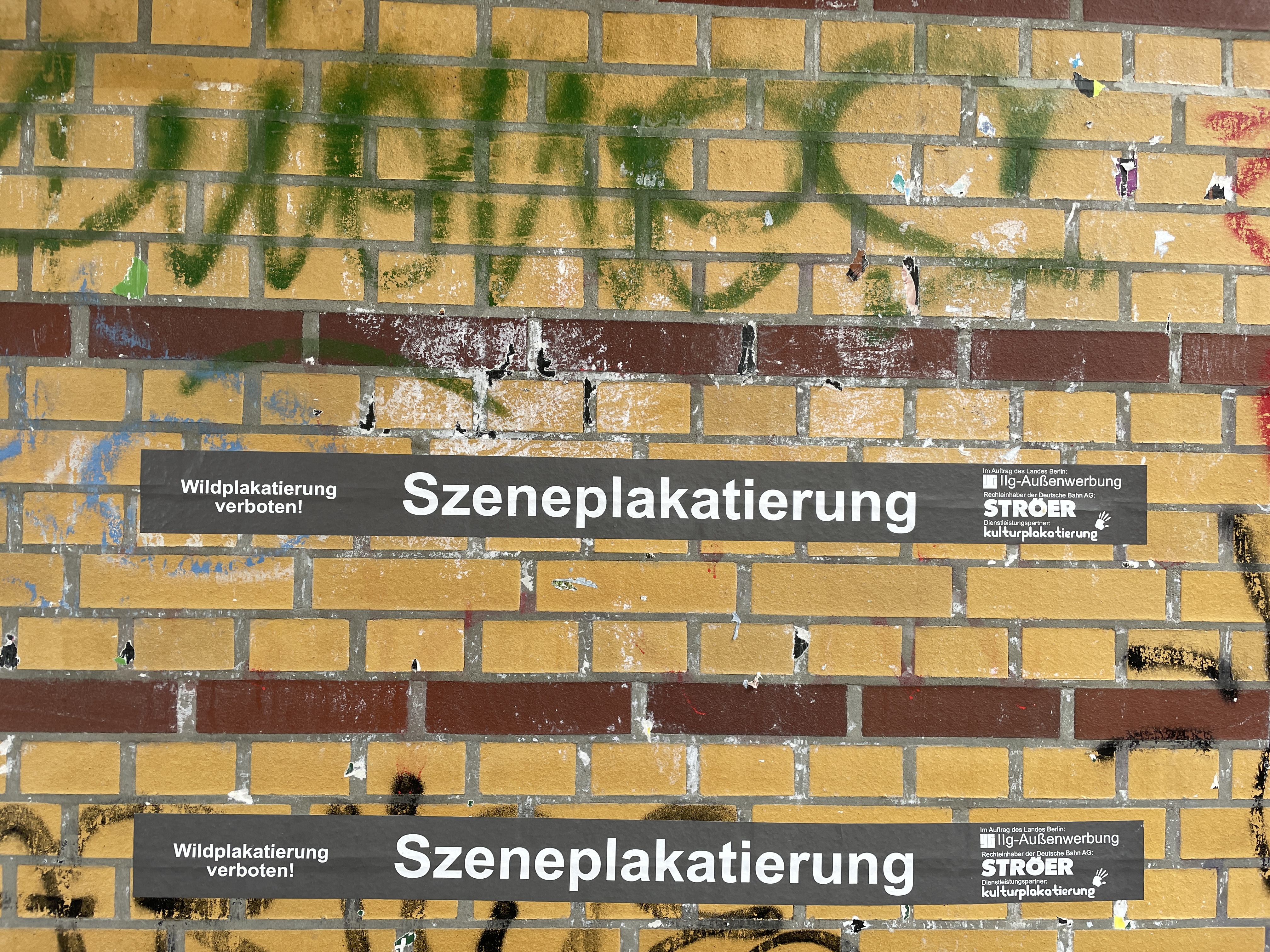
Verbotsschild von Wildplakatierung, Berlin Yorckstraße, 2021

Als Wildplakatierung, auch Wildanschlag wird das Anbringen von Plakaten im öffentlichen Raum zu privaten kommerziellen Zwecken ohne die dafür erforderliche Erlaubnis bzw. auf anderen als dafür zugelassenen Flächen bezeichnet, beispielsweise an Stromkästen, Bauzäunen oder Straßenlaternen.
Im modernen Verständnis gilt Wildplakatierung als Form des Guerilla-Marketings, da sie trotz weitflächiger Aufmerksamkeit – selbst unter Einbeziehung von Bußgeldern – nur wenig kostet.

## Geschichte
Mangels Möglichkeiten zur geregelten Plakatierung vor der Erfindung der Litfaßsäule Mitte des 19. Jahrhunderts war ursprünglich jede Plakatierung ungesetzlich und damit „wild.“ Plakatierung wiederum ist historisch seit spätestens dem 16. Jahrhundert nachgewiesen, wo bereits Schützenfeste und Gaukler derart auf sich aufmerksam machten.

## Rechtslage in Deutschland

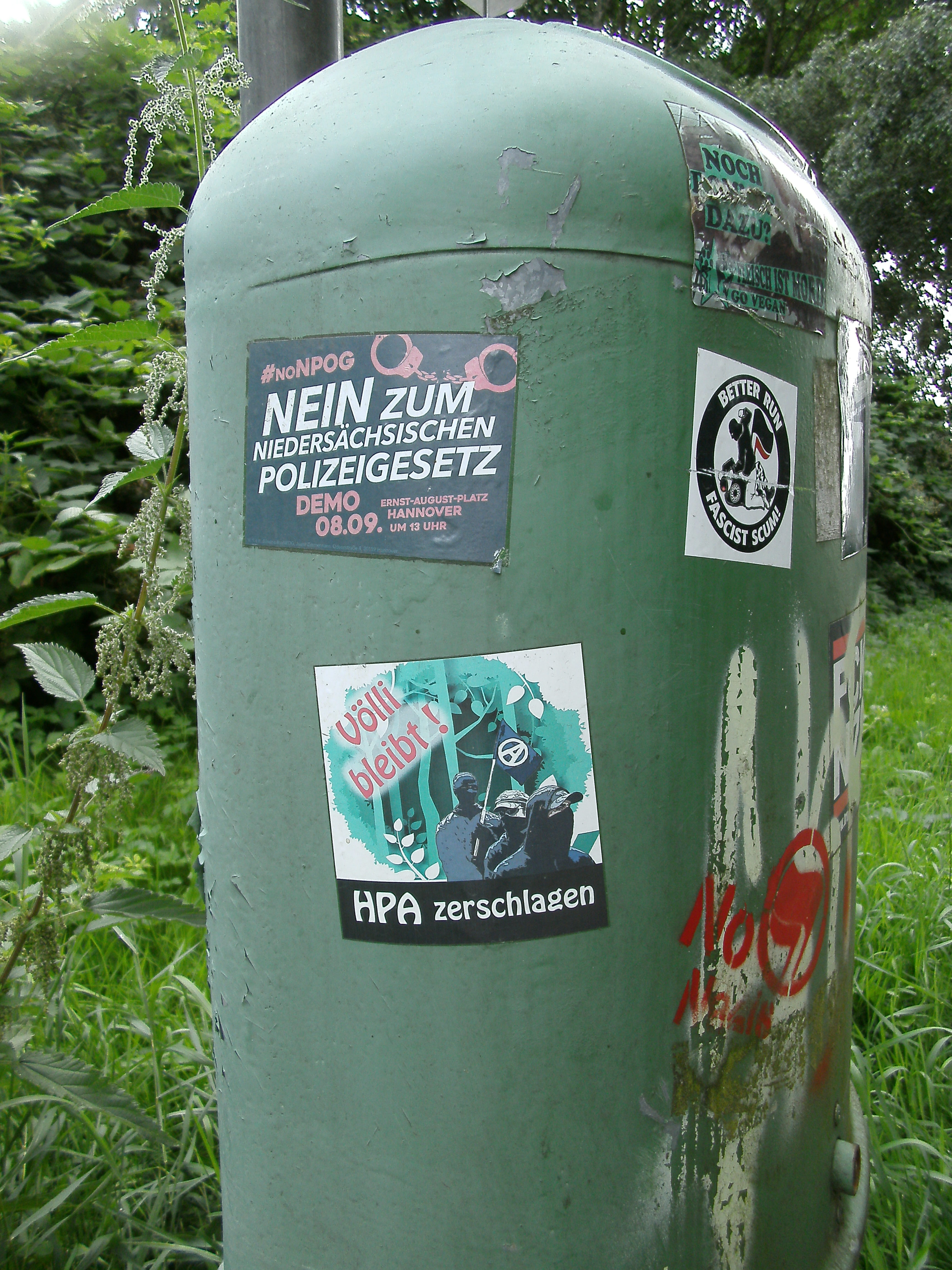
Beklebung auf einem Abfalleimer an einer öffentlichen Straße

Die Anbringung von Werbeplakaten, etwa an einem Schaltkasten der Telekom und im öffentlichen Straßenraum stellt sich als straßenrechtliche Sondernutzung dar, die einer Erlaubnis bedarf und für die in der Regel Gebühren erhoben werden. Das gilt auch für Wahlplakate politischer Parteien.
Die unerlaubte Sondernutzung kann als Ordnungswidrigkeit mit Bußgeld geahndet werden. Das Bekleben eines Schaltkastens mit kommerzieller Werbung ist auch nicht von dem mit § 68 Abs. 1 Telekommunikationsgesetz (TKG) verfolgten öffentlichen Zweck der Versorgung der Allgemeinheit mit Telekommunikation abgedeckt. Werbeplakate an solchen Schaltkästen sind nach Ansicht des OVG Nordrhein-Westfalen allerdings nur dann eine straßenrechtliche Sondernutzung, wenn sie den Gemeingebrauch anderer Straßennutzer nicht nur unerheblich beeinträchtigen.
Die Gemeinden können außerdem durch bußgeldbewehrte Satzung örtliche Bauvorschriften erlassen über ein Verbot von Werbeanlagen aus ortsgestalterischen Gründen bzw. ihre Genehmigungspflicht regeln.
Möglich ist auch eine kommunale Polizeiverordnung, die unerlaubtes Plakatieren verbietet.
In Hamburg ist beispielsweise die im Bezirksamt Hamburg-Nord eingerichtete Zentralstelle Wildplakatierung bezirksübergreifend ausschließlich für die Bekämpfung und Ahndung von Wildplakatierung einschließlich der illegalen Beklebung zuständig.

## Kosten
Wildplakatierung – insbesondere die Entfernung so angebrachter Plakate – ist ein Kostenfaktor, den die Allgemeinheit und Private zu tragen haben. So kostet die Entfernung unrechtmäßig angebrachter Plakate die Stadt Bern jährlich 100.000 Franken. Aus diesem Grund ist Wildplakatierung häufig verboten oder unterliegt restriktiven Regelungen. In neuerer Zeit erfährt der Umgang mit ihr in einem engen Rahmen eine gewisse Liberalisierung, beispielsweise um indirekt Kulturförderung zu betreiben oder (Quasi-)Monopole im regulären Werbemarkt aufzuweichen.